# Двур-Кралове-над-Лабою
Двур-Кралове-над-Лабою (чеськ. Dvůr Králové nad Labem [ˈdvuːr ˈkraːlovɛː ˈnad labɛm] (в буквальному перекладі — двір королеви на Лабі), колишн. нім. Königinhof an der Elbe) — місто в Чехії, у Краловоградецькому краї, на річці Лаба.
Населення 16 098 тис. осіб (2013). Площа 35,8 км².
Розвинені текстильна (бавовняно-паперова) промисловість і машинобудування.
Місто уперше згадується у 1270 році. Було володінням богемських королев (звідси і назва).
У Двур-Кралове розташований один з найбільших у Європі зоопарків (відкритий 9 травня 1946 року; 290 видів тварин на 2004 рік). Недалеко від Двур-Кралове, у Куксі, знаходиться замок з численними барочними скульптурами.
У 1817 в церковній вежі (чи льосі) була нібито «виявлено» Краледворський рукопис — знаменита підробка Вацлава Ганки.
29 червня 1866 року на вулицях міста відбулася битва між прусською та австрійською арміями.
У 1908 тут народився Ян Зденек Барток — чеський композитор і скрипаль.

## Персоналії
- Карл Фройнд (1890-1969) — німецький, а потім американський кінооператор і режисер.